# Brian Ashton
William Brian Ashton (Leigh, 3 settembre 1946) è un ex giocatore e allenatore inglese di rugby a 15, già commissario tecnico della nazionale inglese alla Coppa del Mondo di rugby 2007.

## Biografia
Brian Ashton è nato a Leigh, nell'allora contea del Lancashire (oggi Grande Manchester).
Sua madre lavorava nel tessile e suo padre era un minatore, che giocò a rugby a 13 per una squadra professionistica, negli anni quaranta.
In effetti, nato in una zona dell'Inghilterra in cui il rugby era il Rugby League, Ashton, come molti altri suoi coetanei del nord dell'Inghilterra, di fatto non seppe dell'esistenza del rugby a 15 (o Rugby Union) almeno fino a quando non frequentò le scuole medie e superiori.

### Attività da giocatore
Dopo il diploma, Brian Ashton trovò un impiego nel settore internazionale di una banca inglese, continuando a giocare a rugby a livello dilettantistico.
La sua prima squadra fuori dalla scuola fu il Tyldesley, dove Ashton iniziò da mediano d'apertura prima di passare a mediano di mischia.
Nonostante le richieste da parte di diversi club professionistici di rugby XIII, Ashton rimase al XV e andò a giocare nel Fylde, dove trovò un compagno di squadra come Bill Beaumont.
Successivamente, negli anni settanta, si trasferì all'Orrell (altro club nell'area di Manchester) per rimanere vicino a casa.
All'attività rugbistica, in quel periodo, alternò anche la professione di insegnante di rugby presso una scuola superiore di Preston.
Su consiglio del suo amico Dick Greenwood, che gli suggerì di ampliare i suoi orizzonti professionali, alla metà degli anni settanta Ashton andò a giocare in Francia, al Montferrand (oggi Clermont Auvergne), e in Italia, prima al Rugby Roma (in cui militò insieme allo stesso Greenwood), poi a Milano, dapprima nel CUS, di cui fu giocatore e allenatore e a seguire negli Amatori.
Grazie a tale frequentazione professionale, Ashton conosce l'italiano e una volta, scherzando, dichiarò che, qualora richiesto, avrebbe potuto fare da traduttore all'allora suo collega C.T. della nazionale inglese di calcio, Fabio Capello.
Singolarmente Ashton non ha mai giocato nella nazionale inglese: al suo attivo solo una convocazione, il 15 marzo 1975, nella partita del Cinque Nazioni contro la Scozia, ma senza subentrare; tuttavia vanta un invito nei Barbarians, sempre nel 1975.

### Attività da allenatore
Per quasi tutti gli anni ottanta Ashton lavorò allo Stonyhurst College come insegnante di storia e istruttore di rugby, e nel 1988 gli fu offerto un incarico come allenatore professionista al Bath; Ashton aveva già avuto un'esperienza internazionale, quando nel 1985 aveva assunto l'incarico di allenatore in 2ª della Nazionale inglese nel suo tour in Nuova Zelanda. Lasciò quindi il suo posto d'insegnante per prendere la panchina del Bath.
Lì costruì una squadra di successo, vincendo 6 titoli nazionali (nel 1989, dal 1991 al 1994, poi ancora nel 1996). La federazione irlandese decise quindi di mettere Ashton sotto contratto nel 1997, ma dopo poco più di un anno questi lasciò la Nazionale per via degli scarsi risultati che aveva ottenuto alla sua guida.
Tra il 1998 e il 2002 Ashton fu il secondo di Clive Woodward sulla panchina inglese, e dal 2002 al 2005 diresse l'Accademia Nazionale del Rugby, organismo della Rugby Football Union nato con lo scopo di preparare e coltivare i giovani giocatori; in tale veste, Ashton diresse anche l'Inghilterra “A”, l'anticamera della Nazionale maggiore.
Nel 2005 Ashton tornò al Bath, ma fu richiamato dalla federazione quando il nuovo C.T. della Nazionale Andy Robinson lo scelse come uno dei suoi secondi, insieme a John Wells e Mike Ford.
Dopo le dimissioni dovute agli scarsi risultati ottenuti nel biennio precedente, Andy Robinson si dimise nel dicembre 2006 e la RFU affidò ad Ashton il compito di difendere il titolo di campioni del mondo conquistato in Australia nel 2003 da Woodward: di lì a 10 mesi era in programma la Coppa del Mondo 2007 in Francia.
La campagna di Francia iniziò tra molte difficoltà, tra un debutto stentato contro gli Stati Uniti e soprattutto un rovescio clamoroso contro il Sudafrica (sconfitta per 0-36); comunque, una volta raggiunta la qualificazione come seconda del girone, la squadra di Ashton batté la favorita Australia per 12-10 e, in semifinale a Saint-Denis, la Francia padrona di casa del torneo. In finale ritrovò il Sudafrica, ma questa volta, pur perdendo 6-15, l'Inghilterra rimase in partita fino all'ultimo e si riconfermò miglior squadra dell'emisfero settentrionale.
Anche grazie alla finale raggiunta nella VI Coppa del Mondo, la RFU, il 20 dicembre 2007, ha deciso di rinnovare a tempo indeterminato il contratto di Ashton.
Intervistato in occasione del rinnovo del contratto, Brian Ashton ha detto di sé: «Io intendo il mio incarico come un'occasione per permettere la crescita individuale di ciascun giocatore, per curar la parte tecnica con loro, e per creare l'ambiente giusto nel quale essi possano operare».
In occasione della consegna delle onorificenze del Commonwealth Britannico per il 2008, è stato annunciato il conferimento a Brian Ashton del titolo di Membro dell'Impero Britannico (MBE).
Dopo il torneo del Sei Nazioni 2008, in virtù del risultato non positivo della nazionale inglese, il board della RFU, su proposta del direttore Rob Andrew, affidò la squadra a Martin Johnson e propose ad Ashton l'incarico di allenatore capo della scuola tecnica della RFU, tuttavia rifiutato per dedicarsi alla propria attività commerciale.